# Magic Trip
Magic Trip ist eine Filmdokumentation der Regisseure Alison Ellwood und Alex Gibney von 2011. Der Film handelt von Ken Kesey, Neal Cassady und den Merry Pranksters.
Die Dokumentation verwendet das 16-mm-Farbfilmmaterial, das Kesey und die Merry Pranksters im Laufe ihrer Bustour im sogenannten Further-Bus 1964 in den USA aufnahmen. Dabei kann man regelmäßig Neal Cassady als plappernden Busfahrer erleben, der neben einem Schild sitzt, auf dem steht: „Neal gets things done“ (dt.: ‘Neal erledigt die Dinge’).
Der Film wurde am 5. August 2011 in den USA von Magnolia Pictures veröffentlicht.